# 永慶帝
後廃帝（こうはいてい、ハウ・フェ・デ、ベトナム語：Hậu Phế Đế / 後廢帝）は、後黎朝大越中興期の第25代皇帝。名は黎 維祊（レ・ズイ・フォン、ベトナム語：Lê Duy Phường / 黎維祊）。治世の元号から永慶帝（えいけいてい、ヴィン・カイン・デ、ベトナム語：Vĩnh Khánh Đế / 永慶帝）とも呼ばれる。

## 生涯
裕宗の次男。母は正宮の鄭氏玉欉（定南王鄭根の子の提郡公鄭閏の長女）。保泰8年7月8日（1727年8月24日）に立太子された。保泰10年4月21日（1729年5月18日）、安都王鄭棡から脅迫を受けた父帝から譲位されて21歳で即位し、永慶と改元した。鄭棡の娘の鄭氏玉㮒を皇后とした。
永慶4年（1732年）、「淫恣無忌」であるとして威南王鄭杠によって廃位され、昏徳公に降封、幽閉された。兄の純宗死後の永佑元年（1735年）に鄭杠が遣わした手の者によって縊殺され、永佑6年（1740年）に青池県金縷社（現在のハノイ市ホアンマイ区ダイキム坊）に葬られた。